# باریم یدید
باریم یدید (به انگلیسی: Barium iodide) با فرمول شیمیایی BaI۲ (anhydrous)
BaI۲·2H۲O (dihydrate) یک ترکیب شیمیایی با شناسه پاب‌کم ۵۴۶۲۸۳۶ است. که جرم مولی آن ۳۹۱٫۱۳۶ g/mol می‌باشد. شکل ظاهری این ترکیب، بلورهای بی‌رنگ دستگاه بلوری راست‌لوزی است.